# Heist (ort)
Heist är en ort i Belgien.   Den ligger i provinsen Västflandern och regionen Flandern, i den nordvästra delen av landet, 90 km nordväst om huvudstaden Bryssel. Heist ligger 5 meter över havet och antalet invånare är 12 828.
Terrängen runt Heist är mycket platt. Havet är nära Heist åt nordväst. Runt Heist är det tätbefolkat, med 591 invånare per kvadratkilometer.. Närmaste större samhälle är Brygge, 14,4 km söder om Heist. 
Trakten runt Heist består till största delen av jordbruksmark.